# Norman Cherner
Norman Cherner (* 1920 in Brooklyn; † 30. Mai 1987) war ein US-amerikanischer Pionier des Fertighausbaus und Designer von Sitzmöbeln aus Formsperrholz. Seine Entwürfe gehören zur Stilrichtung Mid-century modern.

## Leben und Werk
Norman Cherner studierte und lehrte an der Abteilung für Schöne Künste der Columbia University. Von 1947 bis 1949 war er Dozent am Museum of Modern Art in New York City, wo er sich mit der Bauhaus-Bewegung beschäftigte. 
Zu Beginn seiner Karriere entwickelte Cherner ein Gesamtkonzept aus Häusern mit kostengünstigem modularem Wohnraum und bezahlbaren Möbeln, Regalen, Glaswaren, Leuchten und sogar Spielzeug, die er hierfür entwarf. Er veröffentlichte seine Ideen in Make Your Own Modern Furniture (1953), How to Build Children’s Toys und Furniture (1954), Fabricating Houses from Component Parts (1958) und How to Build a House for Less than $6.000 (1960). 1957 setzte er einen der ersten Fertighausentwürfe für das U.S. Department of Housing um. Der Prototyp wurde auch in Wien ausgestellt. Nach der Ausstellung dort ließ Cherner das Haus nach Connecticut transportieren, wo er es bewohnte und als Atelier benutzte. Sein Fertighauskonzept war jedoch kommerziell nicht erfolgreich.
In den 1950er Jahren arbeitete der Möbelhersteller Herman Miller unter der Leitung von George Nelson an der Entwicklung leichter Stühle aus Sperrholz. Ihr Pretzel-Chair (deutsch Brezel-Stuhl) wurde 1952 in Nelsons Büro entworfen und von der in Lawrence (Massachusetts) ansässigen Firma Plycraft produziert. Der Stuhl erwies sich als zu zerbrechlich und kostspielig, worauf Herman Miller 1957 die Produktion einstellen ließ. Da Plycraft aber bereits in Material und Technik für die Herstellung von Möbeln aus Formsperrholz investiert hatte, empfahl George Nelson der Firma, sich von Norman Cherner einen robusteren und erschwinglicheren Stuhl entwerfen zu lassen.
Paul Goldman, der Betreiber von Plycraft, schloss hierzu mit Cherner einen Vertrag. Als Cherner 1958 seinen Entwurf des Cherner-Chair an Plycraft übergab, wurde ihm jedoch mitgeteilt, dass das Projekt eingestellt worden sei. In Wirklichkeit jedoch ließ Goldman den Stuhl in seinem Werk fertigten, wobei er das Design einer frei erfundenen Person namens „Bernardo“ zuschrieb. 
Im April 1959 fand Cherner seinen Entwurf in einem New Yorker Möbelhaus vor. Cherner verklagte die Firma, worauf Plycraft Lizenzgebühren zahlen musste. Der Stuhl war derart beliebt, dass er 1961 auf der Titelseite der Wochenzeitschrift Saturday Evening Post zu sehen war, die von dem Illustrator der Zeitschrift Norman Rockwell erstellt worden war und den Titel The Artist at Work trug. Anfang der 1970er Jahre jedoch nahm die Firma Plycraft die gesamte Produktlinie von Sitzmöbeln Cherners aus ihrem Programm.
Norman Cherner starb 1987 an Bauchspeicheldrüsenkrebs. Seine Söhne Benjamin und Thomas gründeten 1999 die Cherner Chair Company und begannen mit der Produktion von Möbeln nach Entwürfen ihres Vaters.

## In Museen
Cherners Beistelltisch von 1951 (Marmorplatte auf schwarzen Stativbeinen) befindet sich in der Design-Studiensammlung des Museum of Modern Art in New York. Sein Cherner-Chair steht im Vitra Design Museum in Weil am Rhein.